# Elecciones presidenciales de Transnistria de 1991
Las elecciones presidenciales se llevaron a cabo en la república separatista de Transnistria el 1 de diciembre de 1991. Estas fueron las primeras elecciones de este tipo en la recién fundada República de Moldavia de Pridnestrovian, y fueron ganadas por Ígor Smirnov, uno de los fundadores del país. Smirnov se enfrentó a dos oponentes: Grigore Mărăcuţă y Grigoriy Blagodarniy. Mărăcuţă se convertiría en aliado de Smirnov y fue presidente del Consejo Supremo hasta 2005.

## Resultados
|  | 65.4 % |

|  | 33.4 % |

|  | 1.2 % |